# School Days (videogioco)
School Days (スクールデイズ?, Sukūru Deizu) è un videogioco erotico pubblicato nel 2005 dalla 0verflow per PC e PlayStation 2 ed adattato in manga e in un anime di 12 episodi andato in onda nella seconda metà del 2007.

## Trama
Makoto è un ragazzo alle prese con i primi problemi di cuore. In particolare è innamorato di una ragazza che vede ogni mattina sul treno, Kotonoha Katsura, ma alla quale ancora non ha rivelato i propri sentimenti. Un giorno, parlandone con Sekai Saionji, la sua compagna di banco, viene aiutato da questa a fare la conoscenza della ragazza e alla fine i due iniziano a frequentarsi assiduamente. Nel contempo anche Sekai si accorge di provare una certa attrazione per Makoto, ma il suo giuramento di aiutare la coppia a stare insieme le proibisce di rovinare il rapporto dei suoi due amici e dichiararsi.
A questo punto però scopriamo che mentre Makoto non vede l'ora di sperimentare il sesso con la sua nuova partner, Kotonoha Katsura ha diversi problemi psicologici che le impediscono di accontentare subito il ragazzo. Sekai invita allora Makoto a provare con lei ciò che vorrebbe fare con la sua ragazza, con la scusa di insegnargli ad essere un buon fidanzato nell'intimità.
Makoto inizia però a frequentare e ad andare a letto anche con tante altre ragazze, non rendendosi conto in questo modo di ferire i sentimenti di Kotonoha (con cui non ha mai chiuso definitivamente il rapporto) e della stessa Sekai, finché un giorno i nodi vengono al pettine e il ragazzo sarà costretto a prendersi le proprie responsabilità.
L'anime rielabora solo uno dei finali della visual novel e principalmente ad essi è dovuta la sua notorietà (difatti, fra positivi e negativi in tutto ve ne sarebbero ventuno).
Nel manga, invece, a perire sarà unicamente la stessa Katsura, che verrà uccisa da Sekai per gelosia e rinvenuta esanime dalla sorellina in un lago di sangue.

## Personaggi
Makoto Itō (伊藤 誠?, Itō Makoto)
Doppiato da: Daisuke Hirakawa (accreditato come Tatsuya Hirai nel gioco) (ed. giapponese), Luca Semeraro (ed. italiana)
Tipico adolescente alle prese con le prime esperienze sessuali. Si innamora di Kotonoha Katsura sul treno e diventa il suo fidanzato per poi lasciarsi andare con diverse altre compagne senza alcun problema ferendo i sentimenti della ragazza, per poi ferire anche Sekai, senza pensare affatto alle conseguenze e qualsiasi ragazza si ritrovi da sola con lui finisce col farci sesso. Alla fine verrà ucciso da Sekai, incinta di lui e furiosa di vederlo così menefreghista nei confronti del figlio che porta in grembo e del suo continuare a pensare solo al sesso, con una serie di pugnalate sul corpo. La sua testa verrà poi tagliata e presa da Kotonoha, ormai in stato mentale disturbato gravemente, che la porterà con sé anche in una gita in barca che doveva fare con lui, tenendo la testa del ragazzo stretta a sé sul letto, dichiarandosi felice di stare da sola con lui finalmente. Nel manga, invece, Makoto è preso soltanto in mezzo a questo triangolo con Kotonoha e Sekai, altre ragazze non sono coinvolte. Comprendendo i suoi errori e di aver ferito entrambe, capisce di essere innamorato di tutte e due. Non potendo però decidere, Makoto capisce che è meglio rompere con entrambe. Così ne parla prima con Sekai e poi, davanti a lei, confessa tutto a Kotonoha facendole le sue più sentite scuse. Kotonoha, davanti a lui, tenta di uccidere Sekai tagliandole la gola con un coltello ma lui, mettendosi in mezzo, rischia di restare ucciso a propria volta. Sopravvive, anche se ferito, e si riposa in ospedale, curato da Sekai. Makoto le chiede delle condizioni di Kotonoha, ripetendo di essere responsabile del suo folle gesto, perché l'ha ferita. Decide che andrà a stare da lei, per cercare di alleviare la sua sofferenza e farsi perdonare per gli errori commessi. Tuttavia la sorellina di Kotonoha gli telefona e gli rivela di aver trovato la sorella in un lago di sangue, subito dopo Makoto capisce che è stata Sekai, palesemente disturbata mentalmente. Cosa che annienta Makoto, che si sente colpevole di tutto.
Kotonoha Katsura (桂 言葉?, Katsura Kotonoha)
Doppiata da: Tae Okajima (accreditata come Soyogi Tono nel gioco) (ed. giapponese), Arletta Cesareni (ed. italiana)
Timida e introversa, trova difficoltà a spingersi oltre il semplice bacio sulle labbra con Makoto, il suo ragazzo, e questa risulterà una concausa della rottura con lui. Nonostante lui rompa con lei, lei non fa altro che sostenere di fronte a tutti e a lui stesso di essere la sua fidanzata. In uno stato di shock per aver visto Makoto preferire Sekai rimane sconvolta. Taiseki, amico di Makoto, innamorato di Kotonoha, la violenta. Dopo che Makoto le dice chiaramente di averla lasciata, lei non fa che piangere e cade in uno stato mentale gravissimo, continuando a dire di essere la sua fidanzata. Arriverà persino a tagliare la testa di Makoto (prendendola dal cadavere stesso dopo che Sekai lo uccide) e portarsela nello yacht stringendola a sé, felicemente, sul letto. Ma la sera prima uccide Sekai, incinta di Makoto, e le sventra lo stomaco per vedere se ci fosse o meno un figlio, dicendo che lei mentiva a proposito della gravidanza (bisogna evidenziare che neppure Sekai possedeva un equilibrio mentale molto stabile, avrebbe potuto mentire a Makoto per non perderlo, ma il dubbio sul fatto che fosse rimasta incinta rimane, poiché essendo incinta da poco il feto non avrebbe avuto ancora il tempo di formarsi tanto da essere visibile, inoltre le sue nausee mattutine sarebbero un'ulteriore prova della sua maternità). Nel manga, invece, è l'unica del trio a morire. All'inizio, quando Makoto le confessa la verità assumendosi le proprie responsabilità, tenta di tagliare la gola a Sekai con un coltello dicendo che sarebbe meglio per tutti se lei morisse, ma Makoto si mette in mezzo e viene ferito, finendo in ospedale. In ospedale, Makoto riceve una telefonata dalla sorellina di Kotonoha, disperata perché la sorella è morta in un lago di sangue, per mano di Sekai che dopo il suo tentato omicidio la ritiene responsabile di tutti i problemi di Makoto.
Sekai Saionji (西園寺 世界?, Saionji Sekai)
Doppiata da: Shiho Kawaragi (accredita come Kaname Yuzuki nel gioco)  (ed. giapponese), Patrizia Mottola (ed. italiana)
Amica e compagna di banco di Makoto, giura di farlo fidanzare con Kotonoha Katsura, invaghendosi a sua volta del ragazzo. Resterà incinta di lui ma, di fronte al menefreghismo del ragazzo e al suo disinteresse nei suoi confronti a favore di qualsiasi ragazza pronta a concedersi, lo ucciderà in preda al dolore e alla rabbia con una serie di pugnalate. La sera seguente incontra Kotonoha e le dice che la sua gravidanza non è una bugia come Kotonoha sostiene, quest'ultima le dice di chiederlo a lui e le indica lo zaino, al cui interno c'è la testa di Makoto. Kotonoha si scaglierà su di lei col coltello con cui l'ha tagliata e Sekai cercherà di difendersi estraendo quello che ha ucciso il ragazzo, ma viene fermata da Kotonoha che la uccide e le apre il ventre. Nel manga, invece, le cose vanno diversamente. Makoto ammette di amarla, ma di tenere anche a Kotonoha, quindi le fa le sue più sentite scuse e le confessa che preferirebbe tornare ad essere amici. Sekai, delusa e triste, riesce però a sorridere e ad accettare la cosa, raccomandando a Makoto di non far soffrire più Kotonoha. Subito dopo Makoto si scusa con Kotonoha, assumendosi le sue responsabilità, Kotonoha lo perdona. Tuttavia si scaglia su Sekai con un coltello, dicendo che non avrebbe dovuto sedurre il suo fidanzato e che Makoto è soltanto suo. Makoto si mette in mezzo e viene ferito al suo posto, lasciando sconvolte entrambe. Una settimana dopo, Makoto riceve una telefonata dalla sorella minore di Kotonoha, che lo informa in lacrime che la ragazza è in un lago di sangue. Subito dopo Sekai dice a Makoto che aveva deciso di dimenticare lui e lasciarlo stare con Kotonoha, ma dopo il suo tentato omicidio, Sekai è impazzita. Dice che da quando li ha presentati, Makoto non ha avuto altro che problemi e che quindi sarà lei, col suo amore, a far stare meglio Makoto. Sekai ha ucciso Kotonoha, in modo da poter far tornare le cose com'erano prima che lui e Kotonoha si conoscessero.

## Media derivati

### Manga
School Days è stato adattato in un manga, disegnato da Homare Sakazuki e serializzato sulla rivista Comp Ace di Kadokawa Shoten dal 26 maggio 2006 al 26 settembre 2007. Il 12 luglio 2007, 0verflow ha reso noto che il manga sarebbe stato raccolto in due volumi: il primo comprende 5 capitoli ed è stato pubblicato il 26 luglio dello stesso anno, mentre il 26 novembre è stato pubblicato il secondo volume con gli altri sette capitoli della serie.
| Nº | Data di prima pubblicazione | Data di prima pubblicazione | Data di prima pubblicazione |
| Nº | Giapponese                  | Giapponese                  |                             |
| -- | --------------------------- | --------------------------- | --------------------------- |
| 1  | 26 luglio 2007              | ISBN 978-4-04-713946-6      |                             |
| 2  | 26 novembre 2007            | ISBN 978-4-04-713965-7      |                             |

Vari artisti hanno prodotto alcuni manga brevi di School Days raccolti in due antologie. La prima, intitolata "School Days Comic Anthology", fu pubblicata da Ohzora Publishing il 25 ottobre 2005 sotto l'etichetta P-mate Comics, e contiene nove storie brevi realizzate da singoli fumettisti. Il 25 febbraio 2008, Ichijinsha pubblicò sotto l'etichetta DNA Media Comics la seconda antologia "School Days Kotonoha Anthology", una collezione di manga principalmente incentrati sul personaggio di Kotonoha Katsura.

### Libri e pubblicazioni
Oltre che in alcuni manga, School Days ha ricevuto altri adattamenti cartacei. Il primo di questi è stato "School Days Visual Guide Book", pubblicata da Jive il 16 settembre 2005, un artbook contenente diverse illustrazioni dei personaggi, bozzetti, sceneggiature, storyboard e una gerarchia grafica delle scelte effettuabili dal giocatore associate alle singole scene del gioco. Edizioni separate per la serie televisiva anime e il gioco per Playstation 2 sono state pubblicate in seguito, rispettivamente il 1º dicembre 2007 e il 21 marzo 2008.

### Anime

Logo della serie

| Nº  | Titolo italiano (traduzione letterale) Giapponese 「Kanji」 - Rōmaji                                                      | In onda           | In onda |
| Nº  | Titolo italiano (traduzione letterale) Giapponese 「Kanji」 - Rōmaji                                                      | Giapponese        |         |
| 1   | Confessione 「告白」 - Kokuhaku                                                                                           | 3 luglio 2007     |         |
| 2   | La distanza tra i due 「二人の距離」 - Futari no kyori                                                                    | 10 luglio 2007    |         |
| 3   | Pensieri incrociati 「すれ違う想い」 - Surechigau omoi                                                                    | 17 luglio 2007    |         |
| 4   | Purità 「無垢」 - Muku | 24 luglio 2007    |         |
| 5   | Mormorio 「波紋」 - Hamon                                                                                                 | 31 luglio 2007    |         |
| 6   | Una relazione rivelata 「明かされた関係」 - Akasa re ta kankei                                                            | 7 agosto 2007     |         |
| 7   | La vigilia del festival 「前夜祭」 - Zenyasai                                                                             | 14 agosto 2007    |         |
| 8   | Il festival della scuola 「学祭」 - Gaku sai                                                                              | 21 agosto 2007    |         |
| 9   | Dopo la sera del festival 「後夜祭」 - Goya sai                                                                           | 28 agosto 2007    |         |
| 10  | Mente e corpo 「心と体」 - Kokoro to karada                                                                               | 4 settembre 2007  |         |
| 11  | Makoto per tutti 「みんなの誠」 - Minna no Makoto                                                                         | 11 settembre 2007 |         |
| 12  | School Days 「スクールデイズ」 - Sukūru Deizu                                                                             | 27 settembre 2007 |         |
| OAV | Speciale: Magical Heart Kokoro-chan 「スペシャル ～マジカルハート☆こころちゃん～」 - Supesharu: Majikaru Hāto Kokoro-chan | 28 marzo 2008     |         |

#### Sigle
Apertura
- Innocent Blue (イノセント・ブルー?, Inosento Burū) di DeviceHigh

Chiusura
1. Usotsuki (ウソツキ?) di CooRie
2. Ai no kakera (愛のカケラ?) di Miyuki Hashimoto
3. Waltz (ﾜﾙﾂ?, Warutsu) di Kanako Itou
4. Kioku no umi (記憶の海?) di yozuca
5. Look at me di YURIA
6. Anata ga... Inai -Remix Version.- (あなたが…いない-Remix Version.-?) di Minami Kuribayashi
7. Namida no riyū (涙の理由?) di Minami Kuribayashi
8. Still I Love You ～Mitsumeru yori wa shiawase～ (Still I love you ～みつめるよりは幸せ～?, Still I love you ～Mitsumeru yori wa shiawase～) di KIRIKO

## Doppiaggio
| Personaggio              | Doppiatore         |
| ------------------------ | ------------------ |
| Makoto Ito               | Daisuke Hirakawa   |
| Sekai Saionji            | Shiho Kawaragi     |
| Kotonoha Katsura         | Tae Okajima        |
| Nanami Kanroji           | Chiaki Takahashi   |
| Otome Kato               | Haruka Nagami      |
| Setsuna Kiyoura          | Keiko Imoto        |
| Kokoro Katsura           | Megu Ashiro        |
| Chris                    | Megu Ashiro        |
| Hikari Kuroda            | Ryouko Tanaka      |
| Taisuke Sawanaga         | Yoshiaki Matsumoto |
| Kumi Mori                | Eri Saita          |
| Zombie                   | Junji Goto         |
| Teacher                  | Keiichi Takahashi  |
| Chemistry Teacher        | Kenichi Mine       |
| Student Council Chairman | Kenichi Mine       |
| Female Student           | Maki Machii        |
| Girl                     | Marie Miyake       |
| Minami Obuchi            | Minami Kuribayashi |
| Amelia                   | Misaki Sekiyama    |
| Natsumi Koizumi          | Nana Furuhara      |
| Peter                    | Ryusaku Chijiwa    |
| Train Announcer          | Ryusaku Chijiwa    |
| Manami Katsura           | Shiho Hisajima     |
| Boy                      | Tatsuya Hayama     |
| Uzuki                    | Yoko Abe           |
| Operatore Studentesco    | Yuka Tanaka        |

## Critiche all'anime
School Days è una storia di ambientazione scolastica sostanzialmente atipica, nel senso che gran parte dell'opera rispecchia il classico dipanarsi della trama delle cosiddette serie "harem" a sfondo sentimentale (ovverosia, quelle in cui un unico personaggio maschile si ritrova circondato da diverse ragazze con cui intraprenderà o meno una relazione).
A tre quarti dalla fine, però, inizia a diventare chiaro che da commedia scolastica quale inizialmente pareva la storia si trasformi in una tragedia, pilotata in modo piuttosto lampante da una sceneggiatura che parodia il genere stesso di appartenenza. In particolare il personaggio principale, Makoto, a differenza della piega romantica che assumerebbe il modello stereotipato di pertinenza, si trasforma in un insensibile e cinico ipersessuale conteso da diverse compagne di classe a cui, senza badare minimamente a possibili conseguenze del proprio operato, si concede indiscriminatamente.
Quindi, il primo punto a cui sono seguite diverse critiche è proprio questa spensieratezza di Makoto e la sua totale incapacità di valutare le proprie azioni e i sentimenti altrui.
L'atipicità dell'anime è riscontrabile soprattutto nel finale, con il violento atto che chiude la relazione tra i tre protagonisti; talmente violento che in Giappone è stato trasmesso solo diverso tempo dopo il penultimo episodio, per via del richiamo a un fatto di cronaca nera realmente accaduto.